# Templo de Twin Falls
El Templo de Twin Falls es uno de los templos construidos y operados por la Iglesia de Jesucristo de los Santos de los Últimos Días, el número 128 construido por la iglesia y el cuarto templo en el estado de Idaho. El templo se ubica justo al sur del río Snake y las cataratas Shoshone Falls al noreste de la ciudad de Twin Falls, en el estado de Idaho.

## Historia
El centro sur de Idaho fue colonizado por pioneros mormones el 1 de abril de 1880 bajo la dirección de William C. Martindale, quien provenía de Tooele, Utah. La primera congregación se organizó en mayo de ese año en una cabaña de troncos con 14 miembros. Un año después llegaron a la colonia unas 80 familias, organizando el Barrio Cassia, que luego se convertiría en la estaca Cassia, referida en el presente como la madre de las congregaciones del sur de Idaho.
En 1996 los presidentes de las 14 estacas del valle redactaron una petición dirigida al entonces presidente de la iglesia Gordon B. Hinckley de que se construyera un templo en Twin Falls. En 2004 Hinckley visitó Twin Falls y se reunió con el bisnieto del primer obispo del barrio Cassia para escoger un terreno donde se construiría el templo. De las ocho propuestas de terrenos, Hinckley escogió el campo de Golf Candleridge, una parcela de 14,5 hectáreas, a pocos metros del río Snake.

## Construcción
Los planes para la construcción del templo en Twin Falls, a orillas de la autopista Interestatal 84, al centro-sur del estado de Idaho se anunciaron en la conferencia general de la iglesia el 2 de octubre de 2004. Después del anuncio público, la iglesia en ese país buscó un terreno adecuado adquiriendo el terreno de un campo de golf y la ceremonia de la palada inicial tuvo lugar el 15 de abril de 2006. La madera usada para la decoración del templo fue importada desde África, el granito de la India y la roca del estado de Montana.
El estado de Idaho es el tercer estado de los Estados Unidos con la mayor concentración de fieles de la iglesia SUD.

## Dedicación
El templo SUD de la ciudad de Twin Falls fue dedicado para sus actividades eclesiásticas en cuatro sesiones, el 24 de agosto de 2008, por Thomas S. Monson, el sucesor de Gordon B. Hinckley en la presidencia de la iglesia SUD. Con anterioridad a ello, la iglesia permitió un recorrido público del interior y las instalaciones del templo desde el 11 de julio al 16 de agosto del mismo año.
El templo de TwinFalls atiende a miles de miembros de la iglesia SUD repartidos en 14 estacas del área.

## Características
Los templos de la Iglesia de Jesucristo de los Santos de los Últimos Días son construidos con el fin de proveer ordenanzas y ceremonias consideradas sagradas para sus miembros y necesarias para la salvación individual y la exaltación familiar. El templo de Twin Falls está ubicado en 2,4 hectáreas de las 14 que tenía el campo de golf: tiene un total de 2.903 metros cuadrados de construcción y cuenta con dos salones para dichas ordenanzas SUD y tres salones de sellamientos matrimoniales. 